# Волферс, Анн-Клод
Анн-Клод Волфе́рс (фр. Anne-Claude Wolfers, в замуж. Анн-Клод Ке́ннерсон, англ. Anne-Claude Kennerson; род. XX век) — французская фигуристка и кёрлингистка.

## Фигурное катание
Выступала в танцах на льду. Трёхкратная чемпионка Франции (с 1971 по 1973) в паре с Ролан Мар (фр. Roland Mars). Они выступали от Франции на четырёх чемпионатах мира и трёх чемпионатах Европы. Закончила заниматься фигурным катанием после чемпионата мира 1973.
Занятые парой места на чемпионатах
| Чемпионат / Год   | 1969 | 1970 | 1971 | 1972 | 1973 |
| ----------------- | ---- | ---- | ---- | ---- | ---- |
| Чемпионат мира    |      | 16   | 13   | 12   | 16   |
| Чемпионат Европы  |      |      | 11   | 10   | 11   |
| Чемпионат Франции | 2    | 2    | 1    | 1    | 1    |

## Кёрлинг
В составе женской сборной Франции участница чемпионата мира 1980 (заняли шестое место) и двух чемпионатов Европы (лучший результат — пятое место в 1981).
Играла на позиции первого.

### Команды
| Сезон   | Четвёртый          | Третий           | Второй          | Первый             | Турниры           |
| ------- | ------------------ | ---------------- | --------------- | ------------------ | ----------------- |
| 1979—80 | Полетт Сюльпис     | Аньес Мерсье     | Югетт Жюльен    | Анн-Клод Волферс   | ЧМ 1980 (6 место) |
| 1980—81 | Martine Drewnowski | Josiane Chambard | Martine Dromard | Анн-Клод Волферс   | ЧЕ 1980 (9 место) |
| 1981—82 | Югетт Жюльен       | Аньес Мерсье     | Полетт Сюльпис  | Анн-Клод Кеннерсон | ЧЕ 1981 (5 место) |

(скипы выделены полужирным шрифтом)